# Дом Чернояровой (Таганрог)
Дом Чернояровой — старинный особняк в Таганроге (ул. Греческая, 30). Здание относится к объектам культурного наследия РФ Регионального значения (Решение Малого Совета облсовета № 301 от 18.11.1992).

## История дома
Одноэтажный дом на улице Греческой, 30 в городе Таганроге Ростовской области построен во второй половине XIX века. В конце XIX — начале XX века, начиная с этого дома и далее, до самого до Дворцового переулка, правая сторона Греческой улицы стала застраиваться капитальными строениям в соответствии с рекомендациями из Собрания фасадов Его Императорского Величества, высочайше апробированных для частных строений в городах Российской империи.
Известны владельцы и обитатели дома. Дом по Греческой улице, 30 до Октябрьской революции был собственностью Ольги Николаевны Чернояровой, Её супруг, Алексей Федорович, отставной генерал-майор, умер 20 мая 1910 года в возрасте 80 лет от воспаления слепой кишки. Был отпет в Успенском соборе.
В годы советской власти здание было национализировано. В настоящее время здание находится во владении частных лиц.

## Архитектурные особенности
Дом на улице Греческой, 30 имеет пять окон с фасада. Дом кирпичный, асимметричной конструкции, имеет двускатную крышу, боковые стены имеют окна без украшений. Цоколь здания окрашен в темно-коричневый цвет, первый этаж — в светло-коричневый, мелкие архитектурные элементы выделены белым цветом. Здание имеет межэтажный карниз, венчающий карниз с зубчиками. Три правых узких окна украшены пилястрами, прямоугольными сандриками, над окнами выделяется треугольный фронтон и аттик. Фасад здания оштукатурен, его боковые стены, выложенные красным кирпичом, открыты.
Над парадным входом также сделаны фигурные сандрики. Въезд во двор сделан слева через металлические ворота.